# ADR-gevarenklassen en -labels

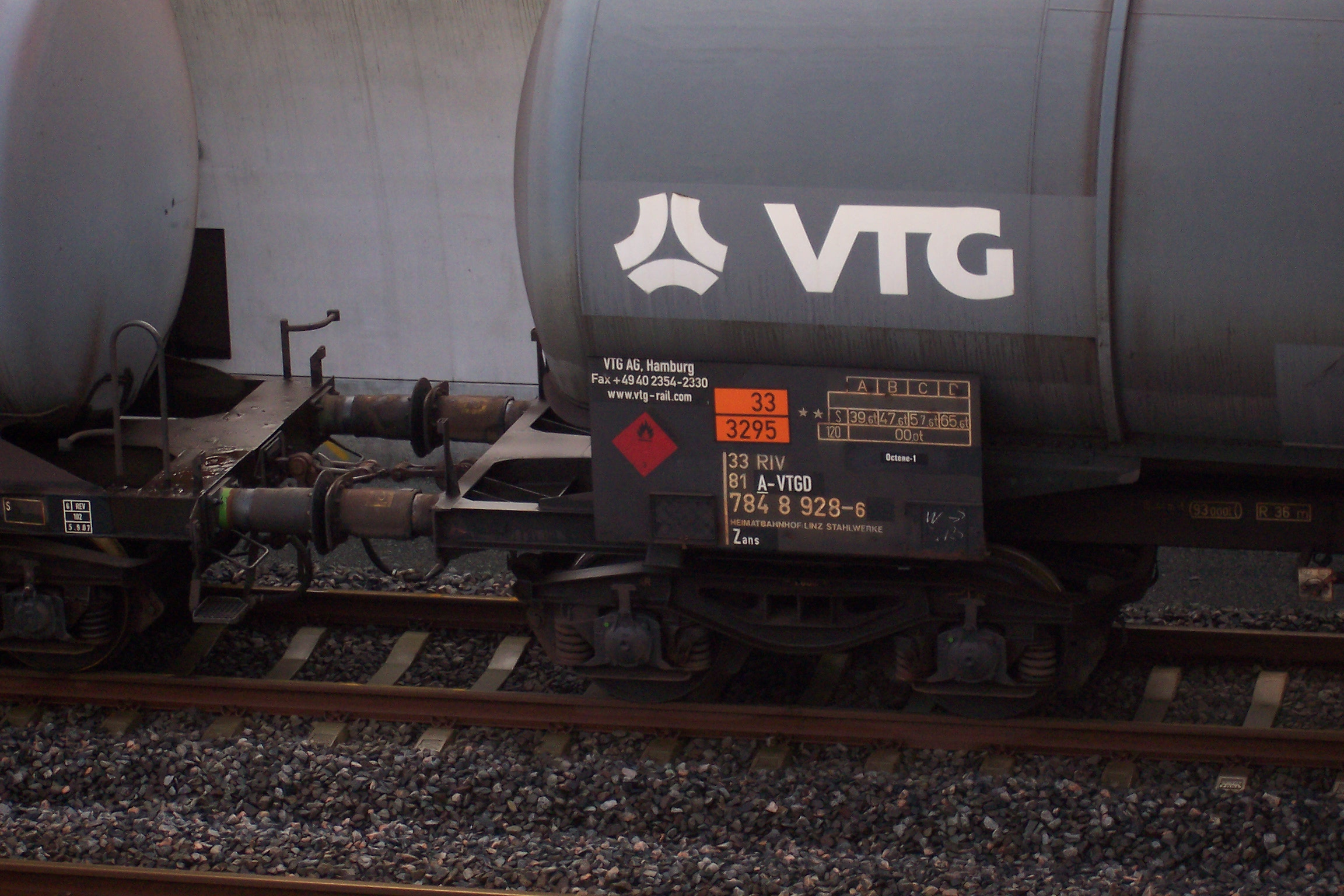
Gevarenlabels op een goederenwagon, in dit geval betreft het een brandbare koolwaterstof.

Dit zijn de gevarenklassen en -labels die in het Europese wegvervoer gehanteerd worden. Het vervoer van gevaarlijke stoffen over de weg is voor 53 landen, inclusief Nederland en België, geregeld in het ADR (Accord européen relatif au transport international des marchandises Dangereuses par Route).
Er zijn heel veel stoffen die door hun specifieke eigenschappen tot de groep van gevaarlijke stoffen behoren. Afhankelijk van de specifieke eigenschappen zijn deze ingedeeld in gevarenklassen. Voor het goederenvervoer is het van belang dat gevaarlijke stoffen worden ingedeeld in bepaalde groepen.
Het vervoer van bepaalde gevaarlijke stoffen is in sommige tunnels verboden.

## Indeling
Indeling van de gevarenklassen in groepen stoffen die tijdens het vervoer een gelijksoortig hoofdgevaar bezitten:
1. Ontplofbare stoffen en voorwerpen
1. Gevaar voor massa-explosie
2. Gevaar voor scherfwerking, geen gevaar voor massa-explosie
3. Gevaar voor brand, maar weinig gevaar voor scherfwerking en drukwerking
4. Gering gevaar voor ontploffing
5. Zeer ongevoelige stoffen en voorwerpen, wel gevaar voor massa-explosie
6. Uiterst ongevoelige stoffen en voorwerpen, zeer gering ontploffingsgevaar.

Ontplofbare stoffen

2. Gassen
1. Verstikkende gassen
2. Brandbare gassen
3. Oxiderende gassen
4. Giftige gassen
5. Bijtende gassen

2.1 Brandbare gassen
2.2 Niet brandbare, niet giftige gassen
2.3 Giftige gassen

3. Brandbare vloeistoffen
1. Brandbare vloeistoffen met een kookpunt tot 35 °C.
2. Brandbare vloeistoffen met een vlampunt lager dan 23 °C en een kookpunt boven 35 °C.
3. Vloeistoffen met een vlampunt tussen 23 °C en 60 °C en een kookpunt boven 35 °C alsmede gasolie, dieselolie en lichte stookolie vanwege hun overeenkomstige eigenschappen.

Brandbare vloeistoffen

4. Brandbare vaste stoffen
1. Brandbare vaste stoffen
2. Voor zelfontbranding vatbare stoffen
3. Stoffen die in contact met water brandbare gassen ontwikkelen

Brandbare vaste stoffen
Voor zelfontbranding vatbare stoffen
Stoffen die in contact met water brandbare gassen ontwikkelen

5. Oxiderende stoffen
1. Oxiderende stoffen
2. Organische peroxiden

Oxiderende stoffen
Organische peroxiden

6. Giftige en infectueuze stoffen
1. Giftige stoffen
2. Infectueuze stoffen

Giftige stoffen
Infectueuze stoffen

7. Radioactieve stoffen
1. Alfastraling
2. Bètastraling
3. Gammastraling
4. Neutronenstraling

Radioactieve stoffen

8. Bijtende stoffen
1. Corrosieve stoffen
2. Zuren
3. Basen

Bijtende stoffen

9. Diverse gevaarlijke stoffen
1. Diverse gevaarlijke stoffen en voorwerpen

Diverse gevaarlijke stoffen

## Verdere onderverdeling
De bovenstaande gevarenklassen wordt verder aangevuld met één of meerdere letters, voortkomend van de Engelse afkorting.
| Gevarengraad | Betekenis                    | Engels     |
| ------------ | ---------------------------- | ---------- |
| A            | verstikkend                  | asphyxiant |
| O            | oxiderend                    | oxidizing  |
| F            | brandbaar                    | flammable  |
| T            | giftig                       | toxic      |
| C            | bijtend                      | corrosive  |
| S            | voor zelfontbranding vatbaar | self       |
| W            | met water reagerend          | water      |

Zo is bijvoorbeeld chlooraceton giftig, brandbaar en bijtend en krijgt het in de ADR-lijsten de letters TFC.
Verder krijgen de goederen in de ADR-lijst nog een zogenaamde verpakkingscode met een Romeins getal:
I : zeer gevaarlijk
II : middelmatig gevaarlijk
III : minder gevaarlijk
Er zijn ook nog een vervoerscategorieën, aangeduid van 0 tot 4. Zij duiden de maximale hoeveelheid (in liter of kilogram) aan die per transport mag vervoerd worden.
0 = 0 (factor oneindig)
1 = 20 of 50 (factor 50 of 20)
2 = 333 (factor 3)
3 = 1000 (factor 1)
4 = zonder beperking
Lading van gevaarlijke stoffen van verschillende categorieën wordt beperkt door op hun hoeveelheid de factor toe te passen, zodanig dat de som niet meer dan 1000 mag zijn, de zgn. 1000-puntenregel.

## Aanduidingen

licht ontvlambare vloeistof (benzine)

De gevarenklasse staat in combinatie met een stofidentificatienummer vermeld op een rechthoekig oranje bord/schild. Het gevaarsidentificatienummer (GEVI) - ook wel Kemler-getal of Kemler-code genoemd - staat altijd boven het stofidentificatienummer.
De symbolen in de gevaarscode komen grotendeels overeen met de stofklassen:
2 ontsnappen van een gas t.g.v. druk of van een scheikundige reactie
3 brandbaarheid van vloeistoffen (gas) en gassen, of voor zelfverhitting vatbare vloeistoffen
4 brandbaarheid van vaste stoffen, of voor zelfverhitting vatbare stoffen
5 verbranding bevorderende (oxiderende) werking
6 giftigheid of gevaar voor besmetting
7 radioactiviteit
8 corrosiviteit (bijtende werking)
9 als eerste cijfer: diverse gevaren (onder andere milieugevaarlijk)
9 als laatste cijfer: gevaar voor spontane hevige reactie
0 als 2de en laatste cijfer: geen verder gevaar toevoeging
X gevaarlijke reactie met water
Een dubbel cijfer geeft een versterking van het gevaar aan (bv. 3= brandbaar; 33 = licht ontvlambaar).
Bijzondere gevaarsidentificatienummers zijn:
22 diepgekoeld gas
333 voor zelfontbranding vatbare vloeistof
44 brandbare vaste stof bij hoge temperatuur en in gesmolten toestand
606 besmettelijke stof
99 verwarmde stof (diverse gevaarlijke stoffen)
Als de stof in meerdere gevarenklassen valt, worden de getallen achter elkaar geschreven.
Enkele voorbeelden: De aanduiding X88 - 1829 wil zeggen dat de wagen zwavelzuuranhydride (zwaveltrioxide) (gestabiliseerd) vervoert en de getallen 33 - 1088 betekenen dat de tank op de auto acetaldehyde-di-ethylacetaat bevat en 33 - 1203 wil zeggen dat het gaat om koolwaterstoffen, mengsels - vloeibaar (benzine).
Bovenstaande symbolen staan op voertuigen in de bovenste helft van een op de punt geplaatst vierkant in verschillende kleuren of combinaties van kleuren; in de onderste helft wordt de code van de bijbehorende gevarenklasse vermeld. Meestal wordt het als etiket opgeplakt afhankelijk van de lading.

NFPA 704-gevarenruit

Mogelijke kleuren die een soort gevaar aanduiden:
- oranje - explosief
- rood - brandbare vloeistof of gas
- groen - niet brandbaar samengedrukt gas
- wit - giftig of infectueus
- blauw - brandbaar bij aanraking met water

## Nederland
In Nederland zijn de tunnels onderverdeeld in twee categorieën:
- I - verboden voor tankvervoer van brandbare en/of giftige gassen.
- II - verboden voor nagenoeg alle vervoer van gevaarlijke stoffen.

Sinds 1 januari 2010 is een nieuwe classificering voor tunnels van kracht: A t/m E.
Klasse-indelingen (uitzonderingen niet genoemd):
- A - Geen beperkingen (wordt niet aangegeven)
- B - Verboden voor gassen.
- C - Verboden voor vloeistoffen en gassen
- D - Verboden voor vaste stoffen, vloeistoffen en gassen.
- E - Verboden voor alle gevaarlijke stoffen.